# Formule E 2024/2025
Sezóna 2024/2025 závodů Formule E je jedenáctou sezónou šampionátu Formule E pořádaného Mezinárodní automobilovou federací FIA, který je nejvyšším mistrovství v kategorii monopostů na elektrický pohon. Vítěz šampionátu mezi jezdci i týmy se označuje také jako mistr světa vozů Formule E.
Titul obhajuje Pascal Wehrlein z týmu Porsche mezi jezdci, v týmech Jaguar Racing a v kategorii výrobců technologií Jaguar.

## Týmy a jezdci
Všechny týmy využívají šasi Spark-Renault Formula E Gen3 a pneumatiky Hankook.
| Tým                              | Motor                     | No. | Jezdec                 | Závody |
| -------------------------------- | ------------------------- | --- | ---------------------- | ------ |
| TAG Heuer Porsche Formula E Team | Porsche 99X Electric      | 1   | Pascal Wehrlein        | 1–7    |
| TAG Heuer Porsche Formula E Team | Porsche 99X Electric      | 13  | António Félix da Costa | 1–7    |
| Maserati MSG Racing              | Maserati Tipo Folgore     | 2   | Stoffel Vandoorne      | 1–7    |
| Maserati MSG Racing              | Maserati Tipo Folgore     | 55  | Jake Hughes            | 1–7    |
| Cupra Kiro                       | Porsche 99X Electric WCG3 | 3   | David Beckmann         | 1–7    |
| Cupra Kiro                       | Porsche 99X Electric WCG3 | 33  | Dan Ticktum            | 1–7    |
| Envision Racing                  | Jaguar I-Type 7           | 4   | Robin Frijns           | 1–7    |
| Envision Racing                  | Jaguar I-Type 7           | 16  | Sébastien Buemi        | 1–7    |
| NEOM McLaren Formula E Team      | Nissan e-4ORCE 05         | 5   | Taylor Barnard         | 1–7    |
| NEOM McLaren Formula E Team      | Nissan e-4ORCE 05         | 8   | Sam Bird               | 1–7    |
| DS Penske                        | DS E-Tense FE25           | 7   | Maximilian Günther     | 1–7    |
| DS Penske                        | DS E-Tense FE25           | 25  | Jean-Éric Vergne       | 1–7    |
| Jaguar TCS Racing                | Jaguar I-Type 7           | 9   | Mitch Evans            | 1–7    |
| Jaguar TCS Racing                | Jaguar I-Type 7           | 37  | Nick Cassidy           | 1–7    |
| Lola Yamaha ABT Formula E Team   | Lola-Yamaha T001          | 11  | Lucas di Grassi        | 1–7    |
| Lola Yamaha ABT Formula E Team   | Lola-Yamaha T001          | 22  | Zane Maloney           | 1–7    |
| Nissan Formula E Team            | Nissan e-4ORCE 05         | 17  | Norman Nato            | 1–7    |
| Nissan Formula E Team            | Nissan e-4ORCE 05         | 23  | Oliver Rowland         | 1–7    |
| Mahindra Racing                  | Mahindra M11Electro       | 21  | Nyck de Vries          | 1–7    |
| Mahindra Racing                  | Mahindra M11Electro       | 48  | Edoardo Mortara        | 1–7    |
| Andretti Formula E               | Porsche 99X Electric      | 27  | Jake Dennis            | 1–7    |
| Andretti Formula E               | Porsche 99X Electric      | 51  | Nico Müller            | 1–7    |

## Kalendář závodů
| Závod  | ePrix             | Země                   | Okruh                                | Datum             |
| ------ | ----------------- | ---------------------- | ------------------------------------ | ----------------- |
| 1      | EPrix São Paula   | Brazílie               | São Paulo Street Circuit             | 7. prosince 2024  |
| 2      | EPrix Mexico City | Mexiko                 | Autódromo Hermanos Rodríguez         | 11. ledna 2025    |
| 3      | EPrix Džiddy      | Saúdská Arábie         | Jeddah Corniche Street Circuit       | 14. února 2025    |
| 4      | EPrix Džiddy      | Saúdská Arábie         | Jeddah Corniche Street Circuit       | 15. února 2025    |
| 5      | EPrix Miami       | Spojené státy americké | Homestead-Miami Speedway             | 30. března 2025   |
| 6      | EPrix Monaka      | Monako                 | Circuit de Monaco                    | 3. května 2025    |
| 7      | EPrix Monaka      | Monako                 | Circuit de Monaco                    | 4. května 2025    |
| 8      | EPrix Tokia       | Japonsko               | Tokyo Street Circuit                 | 17. května 2025   |
| 9      | EPrix Tokia       | Japonsko               | Tokyo Street Circuit                 | 18. května 2025   |
| 10     | EPrix Šanghaje    | Čína                   | Shanghai International Circuit       | 31. května 2025   |
| 11     | EPrix Šanghaje    | Čína                   | Shanghai International Circuit       | 1. června 2025    |
| 12     | EPrix Jakarty     | Indonésie              | Jakarta International e-Prix Circuit | 21. června 2025   |
| 13     | EPrix Berlína     | Německo                | Letiště Berlín-Tempelhof             | 12. července 2025 |
| 14     | EPrix Berlína     | Německo                | Letiště Berlín-Tempelhof             | 13. července 2025 |
| 15     | EPrix Londýna     | Spojené království     | ExCeL London                         | 26. července 2025 |
| 16     | EPrix Londýna     | Spojené království     | ExCeL London                         | 27. července 2025 |
| Zdroj: |                   |                        |                                      |                   |